# Křekov
Křekov (deutsch Krekow, früher Krzekow) ist eine Gemeinde in Tschechien. Sie liegt drei Kilometer südwestlich von Valašské Klobouky und gehört zum Okres Zlín.

## Geographie
Křekov befindet sich am nördlichen Fuße der Weißen Karpaten an der Grenze des Naturparks CHKO Bílé Karpaty.
Das Dorf wird vom Bach Křekovský potok durchflossen. Nördlich erheben sich die Skalice (444 m) und der Vincúch (456 m), im Nordosten die Díly (417 m), südöstlich die Stráně (664 m), im Süden die Vysoká (642 m) und der Rubanisko (501 m), westlich der Hradisko (474 m) sowie im Nordwesten der Hrbov (441 m) und Záluží (434 m).
Nachbarorte sind Vlachova Lhota und Mirošov im Norden, Lipina im Nordosten, Jelenovská im Osten, Vlčí Potok, Návojná und Brumov im Südosten, Hložec, Vaňatka, Hlavičkovi und Popov im Süden, Bohuslavice nad Vláří und Vrbětice im Südwesten, Vlachovice im Westen sowie U Raků und Újezd im Nordwesten.

## Geschichte
Die erste schriftliche Erwähnung des zur Herrschaft Vlachovice gehörigen Dorfes erfolgte 1370, als Markéta von Vlachovice ihrem Mann Crha ihre Einkünfte aus Vlachovice und Křekov überschrieb. 1480 setzte Jan von Vlachovice Markvart von Honbice und Ořechov als Mitbesitzer der Herrschaft Vlachovice einschließlich der Feste sowie der Dörfer Vlachovice, Bohuslavice, Lhotka Vlachovska, Křekov und Šanov ein. Um 1520 überschrieb Petr von Vlachovice seiner Frau 2000 Gulden aus Křekovice sowie Vlachovice und den wüsten Dörfern Kolelky und Vlachova Lhota als Morgengabe. Jiřík Vlachovský von Vlachovice tauschte um 1548 Vlachovice samt allem Zubehör mit Wenzel d. J. Podstatzky von Prusinowitz gegen Liptál ein. Den Podstatzky von Prusinowitz folgten ab 1566 Damián Benjamin Aranyany und ab 1592 Ferenc Jakusič von Orbová und Vršatec als Besitzer. Von dessen Schwester Dorota fiel die Herrschaft 1626 ihren Söhnen Peter und Gabriel Serényi von Kis-Serény zu. Die Brüder verkauften die Güter zwei Jahre später an Sophie Bozňák von Magyarhely. 1638 fiel Křekov deren Tochter Esther Gräfin Forgács zu, die die Güter an ihre Herrschaft Brumov anschloss. 1615 wurde in den Güterbüchern von Lipina erstmals ein Vogt in Křekov erwähnt. 1663 wurden beim Einfall der Türken sieben Häuser niedergebrannt und 13 Bewohner ermordet, zudem wurden 40 Pferde, 33 Rinder und 114 Schafe fortgetrieben. Ab 1674 besaßen Johann Gabriel von Selb die Herrschaft Brumov. Nachfolgende Besitzer waren zwischen 1729 und 1835 die Grafen Illyesházy, danach Georg Simon von Sina. Im Jahre 1758 bestand das Dorf aus 28 Häusern. Křekov bestand 1790 aus 25 Häusern und hatte 184 Einwohner. Ab 1822 wurde in Křekov unterrichtet, zuvor erfolgte dies in der Pfarrschule in Vlachovice. 1832 bezog die Schule ein neues hölzernes Gebäude und wurde zur Filiale der Vlachovicer Schule erhoben. 1834 lebten in den 43 Häusern des Dorfes 240 Personen. Gepfarrt war das Dorf seit eh und jeh nach Vlachovice. Bis zur Mitte des 19. Jahrhunderts blieb das Dorf der Herrschaft Brumov untertänig.
Nach der Aufhebung der Patrimonialherrschaften bildete Křekov ab 1850 eine Gemeinde in der Bezirkshauptmannschaft Uherský Brod und dem Gerichtsbezirk Valašské Klobouky. Im Jahre 1866 brach in Křekov die Cholera aus. 1867 wurde ein steinernes Schulgebäude eingeweiht und die Schule in Křekov eigenständig. 1898 wurde das Schulhaus durch einen größeren Neubau ersetzt. Im Jahre 1900 hatte das Dorf 270 Einwohner und bestand aus 45 Häusern. Besitzer der Güter war von 1856 bis 1876 Simon von Sina, danach bis 1894 dessen Tochter Josepha Iphigenie. Ihr folgte bis 1921 Anton Dreher. Nach dem Tode des Dreher-Enkels und Universalerben Oskar fielen die Güter 1926 seiner Mutter Edeltruda zu, die sie bis zur Enteignung 1945 besaß. Seit 1949 war Křekov dem Okres Valašské Klobouky zugeordnet und kam Ende 1960 nach dessen Aufhebung zum Okres Gottwaldov. 1961 wurde das Dorf mit Lipina zur Gemeinde Lipina-Křekov zusammengeschlossen, die 1976 nach Valašské Klobouky eingemeindet wurde. Seit Beginn des Jahres 1992 bildet Křekov eine eigene Gemeinde.

## Gemeindegliederung
Für die Gemeinde Křekov sind keine Ortsteile ausgewiesen.

## Sehenswürdigkeiten
- Naturreservat Podskaličí, mit Population des Alpen-Safran (Crocus vernus subsp. albiflorus), nördlich des Dorfes in der Aue der Smolinka.
- Wallfahrtskapelle der Jungfrau Maria auf dem Hložec (Hložecká kaple), errichtet 1953 anstelle einer barocken Kapelle. Sie entstand zum Gedenken an den Türkeneinfall von 1663 und die Kuruzeneinfalle von 1710 bis 1711.